# タイムパトロールのOL
『タイムパトロールのOL』（タイムパトロールのオーエル）は、2016年10月14日から同年12月16日までフジテレビの毎週木曜日深夜（金曜日未明）の深夜バラエティ番組『＃ハイ_ポール』内で放送されていたテレビドラマ（ショートドラマ）である。
全10話。一回の放送時間は11 - 16分間。地上波放送後はフジテレビオンデマンドにて配信。

## 概要
人類が時間旅行をする技術を手に入れ、自分たち人類の滅亡の時を知るようにもなった25世紀初頭、時間旅行の一般化と共に時間犯罪も横行するようになる。このような恣意的な歴史の改ざんと時間犯罪を取り締まるためにタイムパトロールが組織され、有史以前の日本列島のどこかにもタイムパトロール日本支社が置かれた。
タイムパトロール隊員たちを支えるOLたちの“重厚な人間ドラマ”と公式サイトにはあるが、基本的に舞台は岩や蔓がバックで草が生い茂る中の原っぱに椅子を置いてただ語り合うというスタイルで、出演者はそれぞれ全く異なる時代から来た外村リエ、湿婆サチコ、西田チエミに時々途中から話に加わるD山ヨシの4人。恋の話やそれぞれの時代間ギャップの話などが展開された。舞台は第1話で紀元前2万年の日本のどこかと紹介されたが、最終話で「3852年6月7日」に人類が一度滅亡した後にもう一度訪れた原始時代であると明かされている。シチュエーション・コメディ形式の作品である。
脚本と演出を手掛けた前田司郎は「ジャンルとしてはハードSF」としながらも「タイムトラベルものの金字塔を打ち立てる気持ちで作ったが、（タイムトラベルものとしての）知識も知恵も無く、ワンシュチュエーションのシーンも原っぱでOLが昼ご飯を食べているという絵がまず浮かんだが、予算も無いので原っぱに出て行ってのロケーション撮影はお金がかかるから避けて、セットの前での収録になった」といったことを話している。なお、前田の劇団「五反田団」から西田麻耶と望月志津子が本作に起用されている。

## 登場人物
外村 リエ（とむら リエ）〈24〉
演 - 戸田恵梨香
1992年生まれ。2016年の世界から来た。
総務勤務。座り位置は真ん中。
家で猫を飼っている。
湿婆 サチコ（しば サチコ）〈30〉
演 - 玄理
2442年生まれ。2472年の世界から来た。
総務勤務。座り位置は右。
実家は老舗の立ち食いナン屋。
人の動きを止めることが出来る2442年製のリモコンを持っている（値段は金5グラム（1グラム＝約5,000円）とのこと）。
西田 チエミ（にしだ チエミ）〈35〉
演 - 西田麻耶
1955年生まれ。1990年の世界から来た。
広報勤務。座り位置は左。
父親は学校の教頭
「時間に縛られない恋愛をする女」を自称。
神奈川県葉山に別荘を持っている。
オカメインコを飼っている。
佐野という男性社員（1950年から来た26歳）に気がある。
早口で声が大きく、他の二人に時々うっとおしく思われることもあった。第4話では、湿婆のリモコンによって喋りをと止められたりもされた。
時々、周りの原始人に餌付けをしているが、後にそのうちの一人と良い関係になり、他の二人に“彼氏”として紹介するようになる。
D山によって、小野小町と写真に一緒に写っている「山田小町」が西田そっくりだったり、D山の時代に使われている未来の紙幣の肖像が西田であることが明かされるが、そのきっかけとなることが最終話で明かされる。
D山 ヨシ（でやま ヨシ）〈42〉
演 - 望月志津子
三等タイムパトロール隊員（第1話、第9話は出演無し）。
公式サイトでは「2812年生まれ?」となっているが、本人からは「西暦が既に終わって無くなっている、人類滅亡すぐ前の時代の生まれ」で、「西暦で言うと1000万42年から来た」と明かされている。
各時代の視察や内偵調査を終えた帰りに3人の元へ立ち寄っているが、本人曰く「着替える時間が無い」ということで、視察して来た時代を思わせるそのままの恰好で現れている（弥生時代 - 弥生人の服、平安時代 - 十二単、戦国時代 - 甲冑、幕末 - 新選組）。
差し歯が通信機になっている。

## サブタイトル
※フジテレビオンデマンドでの本作公式サイトに記載されているものによる。
1. 2016年10月14日 「あなた何年の人だっけ?」「2442年」
2. 2016年10月21日 「なんでさ、こんな原始時代に本社おいてるんだろう」
3. 2016年10月28日 「あ、見てないの? 自分がいつ結婚するか?」
4. 2016年11月4日 「未来の品物、横流ししちゃまずいんじゃないですか?」
5. 2016年11月11日 「あそう、平安時代に内偵調査」
6. 2016年11月18日 「未来は綺麗さが生き残りの鍵ってこと?」
7. 2016年11月25日 「え? どうなっちゃってんの未来」
8. 2016年12月2日 「じゃぁタイムパトロールの犯罪は誰が取り締まるの?」
9. 2016年12月9日 「私が居なくなったら寂しい?」
10. 2016年12月16日 「それって、もう滅亡してるじゃないですか、人類」

## スタッフ
- 企画：石井浩二
- プロデューサー：小林宙
- 脚本：前田司郎
- 演出：前田司郎、植田泰史
- 撮影：船橋正成
- 照明：坂本心
- 編集：平川正治
- 選曲・SE：神取涼子
- オープニングCG：高岡直樹
- 美術デザイン：今長和宏
- 美術進行：武田俊介
- ヘアメイク：南部美年
- 記録：鈴木美恵子

- アソシエイトプロデュース：齋藤理恵子
- 映像：桜庭武志
- 音声：島田隆雄
- ライン編集：三木秀人
- MA：亀山貴之
- 技術プロデューサー：友部節子
- イラストデザイン：近藤純子
- 衣裳：佐藤理恵
- 美術プロデューサー：吉田敬
- ライツ事業：則松慧
- 制作協力：共同テレビ
- 制作著作：フジテレビ